# Porsche-Arena
A Porsche-Arena é uma arena multiuso, localizada em Stuttgart, Alemanha. A capacidade da arena varia, de 5.100 a 8.000 pessoas e foi inaugurada em 2006, após 14 meses de construção e é operada pela empresa de eventos "in.Stuttgart". A arena faz parte de um complexo esportivo localizado no NeckarPark de Stuttgart, que compreende a Scharrena Stuttgart [de], a Mercedes-Benz Arena e o Hanns-Martin-Schleyer-Halle.
Para financiar a construção, os custos já haviam sido as vendas pré-construção dos direitos de nome planejados. A Dr. Ing h.c. F. Porsche AG comprou os direitos de nome, por dez milhões de euros, por um período de 20 anos.
É o local do Porsche Tennis Grand Prix, um evento do WTA Tour e também sediou algumas partidas do Campeonato Mundial de Handebol Masculino de 2007.

## Utilização
Tempos de preparação curtos permitem que a arena seja usada com flexibilidade para handebol, basquete, vôlei, tênis, tênis de mesa, hóquei no gelo, dança, o que não ocorre no Hanns-Martin-Schleyer-Halle devido à falta de interesse do espectador, espetáculos no gelo (Holiday on Ice), reuniões gerais anuais de empresas, conferências partidárias e eventos em geral.
A arena tem as dimensões 135 × 95 m com quatro andares completos e uma área total de 9400 m². São 20 camarotes acima dos níveis de espectadores que oferecem espaço para até 250 pessoas. A área do interior (com uma superfície de gelo embutida) é de cerca de 2.000 metros quadrados. Dependendo do evento, a Porsche Arena pode acomodar até 7.500 visitantes. 6.000 assentos estão permanentemente instalados.
O Porsche Tennis Grand Prix, que foi realizado em Filderstadt até 2005, é agora realizado na Porsche Arena desde 2006.
Depois que os jogos individuais em casa do time de handebol da Bundesliga TVB 1898 Stuttgart [de] aconteceram na Porsche Arena, a temporada 2021/22 viu a mudança completa para a Porsche Arena. O time de handebol da primeira divisão Frisch Auf Göppingen também jogou em casa na arena até que a nova EWS Arena [de] fosse concluída em 2009.
Em 30 de abril de 2016, o Allianz MTV Stuttgart quebrou o recorde de público na liga feminina de vôlei com 5.392 espectadores durante a final do play-off do campeonato alemão. Com 6.145 espectadores, um novo recorde de público para jogos de vôlei feminino na Alemanha foi estabelecido em 1º de novembro de 2022 na VBL Supercup na arena lotada. O Allianz MTV Stuttgart organizou o evento e duelou contra o vice-campeão SC Potsdam.
Em seu jogo em casa na Porsche Arena na temporada 2016/17 contra o TV Nellingen [de], o TuS Metzingen [de] estabeleceu um recorde de público para o handebol feminino da Bundesliga [de] com 6.157 visitantes. As partidas internacionais de handebol são realizadas regularmente na Porsche Arena. Às vezes, os jogos de basquete eram realizados pelo EnBW Ludwigsburg, que, por sua vez, jogava na MHP Arena em Ludwigsburg. De 2014 a 2017, a Supercopa DHB foi realizada na Stuttgart Arena.
Em 13 de abril de 2012, a WWE sediou o Wrestlemania Revenge Tour aqui.
Além dos eventos esportivos, também acontecem shows no salão.